# フィアット・ドブロ
ドブロ (DOBLÒ) は、フィアットのフルゴネットタイプの自動車であり、商用仕様と乗用仕様が存在する。
2代目まではフィアットの自社開発・生産であり、2世代目はオペル・コンボとの兄弟車になった。さらに、2021年のステランティスグループの成立に伴い、3世代目からはオペル・コンボに加えて、ステランティスグループのプジョー・リフター/プジョー・パートナー、シトロエン・ベルランゴ、さらにステランティスと協業しているトヨタの欧州専売車種トヨタ・プロエースシティとの兄弟車種となった。
2代目までは日本に未導入であったが、2023年5月から3代目モデルの日本での正規販売が開始された。

## 歴代モデル

### 初代 (2000年 - 2010年)
2001年、最初にオランダ市場へ投入された。トルコ ブルサのトファシュ工場および、ロシア ホーチミン市、ベトナムで生産され、2002年からはブラジルでも生産されている。なお、トファシュにより製造されるモデルは、1.4 Lガソリンエンジンおよび、1.9 L、1.3 Lコモンレールディーゼルターボエンジンを搭載する。また、ブラジル製の車両は、当初1.3Lおよび1.6 Lガソリンエンジンが搭載されたが、現在はゼネラルモーターズ製の1.6 Lガソリンエンジンのみが搭載される。
2003年、通常モデルよりバンパーが大型化した直列4気筒 1.8 Lエンジンを搭載した四輪駆動モデルのドブロ・アドベンチャー（Doblò Adventure）をブラジルで発売。
2005年秋、マイナーチェンジ。前後のデザイン変更が行われた。
2006年、インターナショナル・バン・オブ・ザ・イヤーを受賞。
シンガポール市場では、1.4 Lエンジンを搭載した乗用モデルがフィアット・パノラマ（Panorama）として販売された。北朝鮮では平和自動車によりポックギの名称で生産・販売された。

### 2代目 (2009年 - 2023年)
2代目からGMへ供給を開始、オペルとヴォクスホールブランドでコンボという車名で販売している。
2015年、ハノーバーモーターショーで新しくヘッドライト、グリル、フロントバンパーを備えたモデルを公開。同年、マイナーチェンジモデルの発売を開始した。また同年、ラム・トラックスブランドにてプロマスターシティとして北米市場でも販売を開始。

### 3代目 (2023年 - )

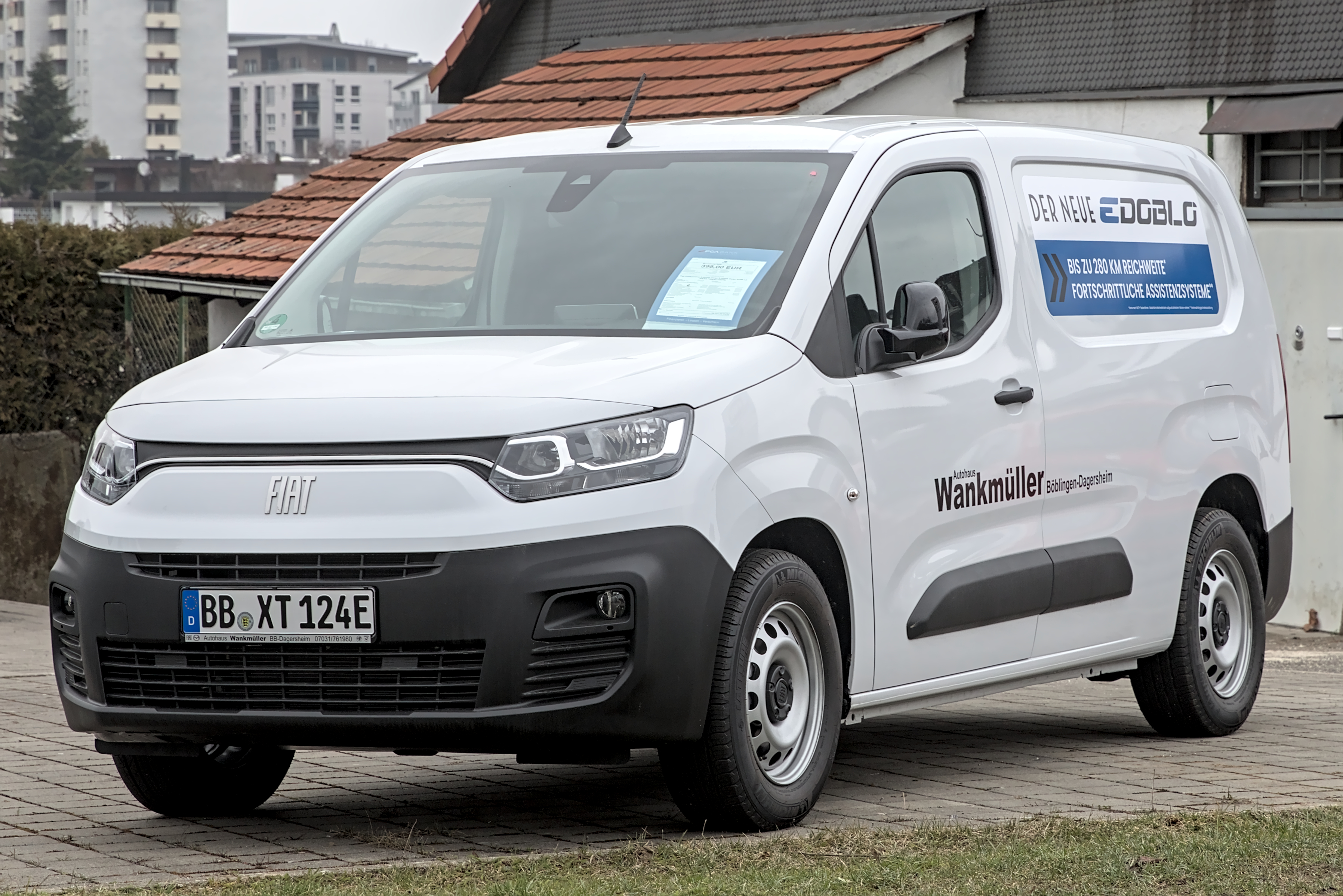
欧州仕様 E-ドブロ(商用仕様)

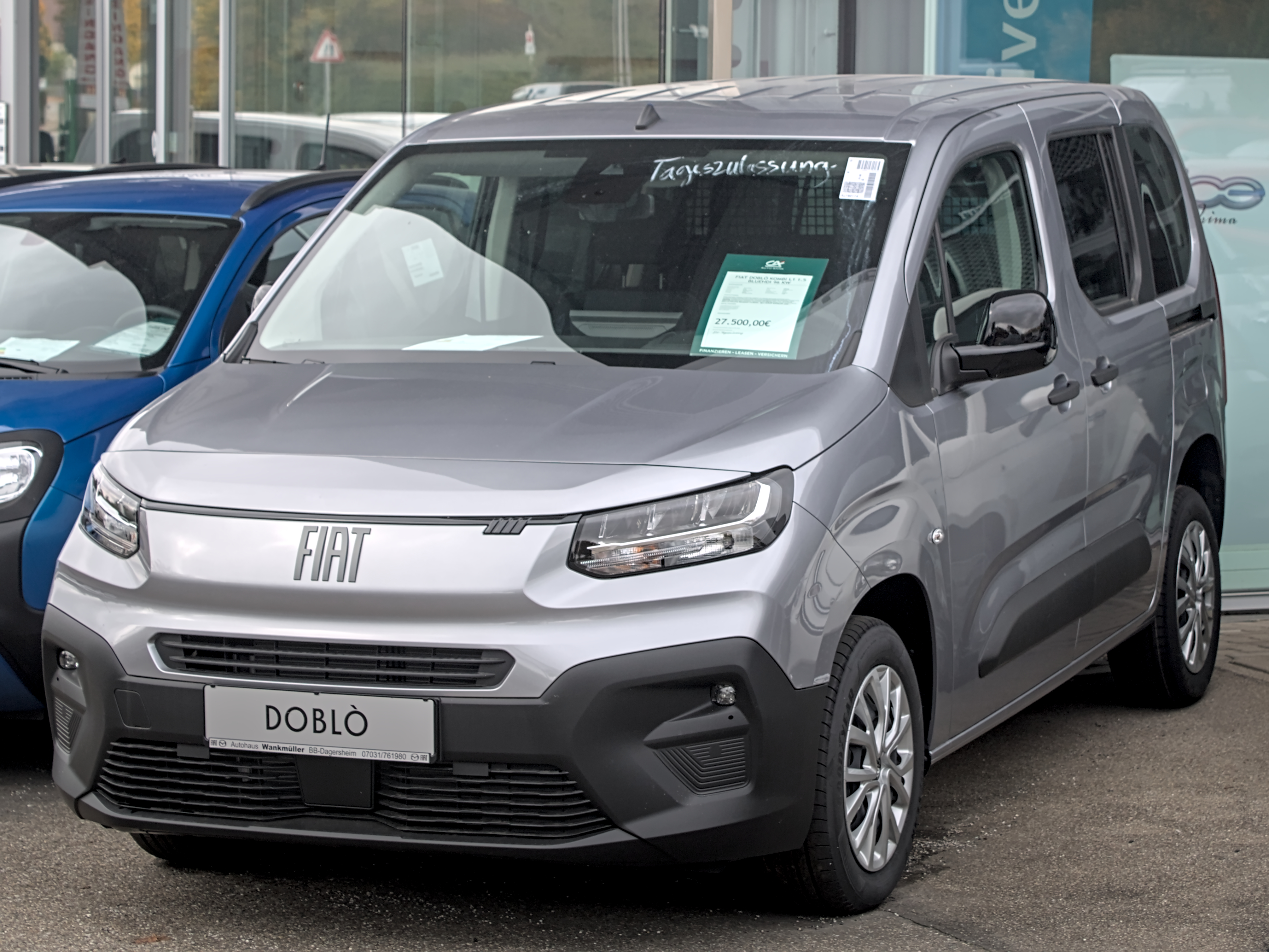
欧州仕様（マイナーチェンジ後）

3世代は2022年6月7日に発表された。ステランティスグループの成立に伴い、シトロエン・ベルランゴなどとの兄弟車となった。3世代目は生産国がスペインになった。
ルノー・カングーが火付け役となった日本市場での欧州製トールワゴンの市場拡大を受け、3代目から、日本市場にドブロが初めて正規導入された。日本仕様のドブロは乗用仕様で、5人乗りと7人乗り（ドブロ マキシ）の2タイプが用意される。
欧州の多くの国では乗用車・商用車とも電気自動車の「E-ドブロ」が主力となっているが、日本で販売されるドブロは兄弟車のプジョー・リフター、シトロエン・ベルランゴの日本仕様と同様、1.5l BlueHDiディーゼルターボエンジンを搭載したモデルである。トランスミッションは、ダイヤル式の8速オートマチックトランスミッション(EAT8)のみの設定となる。
特に、欧州の乗用仕様ドブロは電気自動車のみとなっているため、ディーゼルエンジンを搭載した乗用仕様のドブロは日本専用モデルである。
また、ステランティスグループ内での日本市場での競合を避けるため、日本仕様のドブロはプジョー・リフター、シトロエン・ベルランゴと比べて装備を削減し、その分価格を抑えている。但し、全可倒式2列目シートやアダプティブクルーズコントロール、ブラインドスポットモニター等の安全・快適装備はきちんと備えられている。
2024年1月27日、限定車「Doblo/MAXI Coppia（コッピア）」「Doblo MAXI 5（チンクエ）」を発売。「Coppia」は通常色のマエストロ グレーよりも落ち着きのある色にした新色のコロッセオ グレーを採用し、LEDヘッドライトとCoppia専用のオリジナルバッジを装着し、同色のFIATオリジナル自転車をセットにした物。ドブロとマキシで各80台限定。「MAXI 5」は通常7人乗りのMAXIを3列目シートを廃して5人乗りとし、ベースのMAXIより約15万円安い価格を実現している。ボディカラーは同日発売の「Coppia」同様コロッセオ グレーで限定は100台。
2024年6月3日、限定車「Advanced Edition」を74台限定で発売。LEDヘッドライト、
フルディスプレイミラー、純正ドライブレコーダー（合計約30万円相当）を装備しながらも価格をベースモデルと同価格に据え置いた。カラーはマエストロ グレー（ドブロ34台・ドブロ マキシ20台）とジェラート ホワイト（ドブロ・ドブロ マキシ共に10台）の2色。
2024年8月22日、限定車「Special Edition」を発売。LEDヘッドライト、リアマルチメディアシステム、オリジナルバッジ、オリジナルクッションセット（約20万円相当）を装備しつつ、価格をベースモデルと同じ価格に据え置いた。カラーはメディテラネオ ブルーとジェラート ホワイトの2色で、限定はドブロが36台、ドブロ マキシが38台の計74台。
2024年12月5月、マイナーチェンジ。新世代のFIATロゴを内外装に採用。外観ではLEDヘッドライトやグロスブラックのサイドバンパーなどを採用すると共に、左ヘッドライト横には1980年 - 1990年代のFIATロゴをイメージした4本線のアクセントが採用されている。機能面ではインフォテインメントシステムを刷新し画面サイズを10インチに拡大すると共に7インチTFTマルチファンクションメーターパネル、ステアリングホイールヒーター、USB Type-Cソケットなどを採用した。安全面では運転支援システムにミリ波レーダーを追加すると共にレーンポジショニングアシストを追加した。ボディカラーは「ヴォラーレ ブルー」、「シネマ ブラック」を新規設定し、継続設定の「ジェラート ホワイト」と合わせた3色展開となる。
また、5人乗りの「ドブロ」の特別仕様車「Launch Edition」を80台限定で発売（ボディカラーは「ヴォラーレ ブルー」のみ）。固定式ガラスサンルーフ「マジックトップ」を特別装備すると共に、アウトドアブランド「POLeR」とコラボーレーションした「ソフトマルチコンテナ」と「マルチユーティリティチェア」2脚を付属した。
2025年3月26日、特別仕様車「Green Color Edition」を160台（ドブロとドブロ マキシで各80台）限定で発売。専用ボディカラーとして「トスカーナ グリーン」を採用すると共に、ビアレッティ社のエスプレッソメーカー「モカエキスプレス」とペアサーモマグカップが付属する。
2025年7月7日、特別仕様車「MAXI 5 Black Edition」を80台限定で発売。ドブロ マキシを2列シート5人乗り仕様にすると共に、ボディカラーに有料色である「シネマ ブラック」を採用し、フロントバンパーの樹脂部分もボディ同色としている。

## 車名の由来
フィアットは、自社の商用車のモデル名に、歴史的通貨の名称を付ける習慣がある。ドブロは16世紀のスペインの金貨「ドブロン/ドブローネ」から付けられたものである。